# 乌鸦小姐与蜥蜴先生
《乌鸦小姐与蜥蜴先生》是一部2021年都市爱情奇幻剧，由企鹅影视、天浩盛世、猫眼娱乐联合出品，导演吴强执导，并且由任嘉伦、邢菲领衔主演，刘芮麟、赵奕欢、骏声、葛施敏等演员主演。该剧于2020年5月1日在无锡开机，2020年7月22日杀青，并且于2021年4月26日在腾讯视频独家播出。

## 劇情簡介
「川」設計建築工作室老闆顧川（任嘉伦 飾），因10年前一次車禍，導致心臟嚴重受損，因此他裝上皮爾博士發明的機械心臟。機械心臟讓顧川不能生氣、激動、更不能動情。擁有倒霉體質的姜小寧（邢菲 飾），樂觀開朗、懂得珍惜並且努力生活。因緣巧合與顧川成為上下屬關係，後發現自己喜歡顧川。顧川因爲姜小寧改變了許多，後來與姜小寧發生許多種種事，發現自己喜歡姜小寧。

## 演員表
| 演員            | 角色   | 人物介紹 |
| 任嘉伦          | 顾川   | 蜥蜴先生 * “川”建筑设计工作室创始人兼首席设计师 * 冷血克制的魔鬼老板 十年前的他热情、开朗且热爱运动，後车祸事故导致心脏严重受损而植入機械心脏，不能激烈运动，不能有喜怒哀乐、不能激动、更不能动情，否则心跳过度就会“放电”，而遇见姜小宁后， 令他随时随地都会“漏电”。初恋女友陈雯雯也因那场车祸而与他分手，让他跟姜小宁两个毫不相干的人，10年后又再次相遇。他为她阴暗了10年，她重新照亮他的世界，温暖那个冷冰冰的机械心脏，让他重新学会笑，学会感受这个世界的情感。一度因为爱上姜小宁让机器心脏出现故障，面临生死边缘，三年后因医療技術發達修复了机械心脏的问题，可以和一般人一起正常生活，跟姜小宁准备结婚生子。 |
| 邢菲 童年：艾米 | 姜小宁 | 乌鸦小姐 * “川”建筑设计工作室实习生，后来完成学业成为一位建筑设计师 * 拥有倒霉体质却乐观开朗、懂得珍惜并且努力生活 * 自幼父母双亡，和奶奶与姑姑相依为命 被命运诅咒，是顾川命中注定会遇到，令他随时随地“漏电”的女孩。因缘巧合与顾川成为上下属关系，后发现自己喜欢顾川，在他拿到金岸奖那天表白，被拒绝但被顾川反表白。在顾川知道Dr.P去世，自己彻底没希望的时候，被顾川冷落，但依然不离不弃。“哪怕没有明天，我也要和你在一起”最后更因为她被绑架，顾川为了救她昏迷不醒，她等了顾川三年，心脏的问题终于被修复，跟顾川准备结婚生子。                                                                                   |

## 其他演員
| 演員   | 角色      | 人物介紹 |
| 刘芮麟 | 许诚然    | “川”建筑设计工作室创始合伙人 * 极具抖M特质的非典型富二代 * 喜欢赵妍，后成为其夫 * 顾川的好兄弟，在他心脏出现故障的时候，帮他管理公司 自幼因与父亲許国祥断绝关系而与随母亲出国，对原生家庭又恨又怕。留学时与顾川相识，一见如故、情同手足；并且一起创办了“川”建筑设计工作室。每次顾川的心脏出现故障的时候，也只有他帮助和照顾顾川。当发现了自己父亲是害了顾川差点没命，背负机械心脏十年，还害死了姜小宁爸妈，选择大义灭亲报警！因为父亲坐牢了，需要还债，后来还想跟赵妍离婚，被赵妍挽回。 |
| 赵奕欢 | 赵妍      | 驯鹿地产集团监理工程师 * 特立独行，外表洒脱内心脆弱的野蛮女友 * 性感又阳光，会飙机车、也会跳钢管舞 不信爱情与婚姻，但被许诚然打动，成为其妻。后来因为许诚然父亲坐牢了需要还债，差点被离婚。结果自己去挽留了许诚然。 |
| 骏声   | 唐叙      | 驯鹿地产集团旗下建筑公司副总经理 * 为人金钱至上、天生敏感、自卑、后变成有城府，极具攻击性 * 许国祥养子，姜小宁青梅竹马 亲生父亲因建筑事故入狱，亲生母亲不堪重压抑郁而亡，后被许国祥收养，过上养尊处优的富家生活。不屑于任何事， 唯独对姜小宁例外，喜歡姜小宁但被拒絕。 |
| 葛施敏 | 苏曼琳    | “川”建筑设计工作室副总兼设计师 * 占有欲强的女强人和完美主义者 顾川的左右手，为人严谨、拥有高学历并颇有才华和姿色，向顾川表白被拒绝后黑化，在唐敘煽動之下背叛工作室與其合作，把策划案给了他，要冤枉顾川抄袭，被顾川发现後，也同时知道是她把姜小宁关在天台，被炒之后出国工作。 |
| 宣璐   | 陈雯雯    | 《国家地理》杂志摄影师 * 漂亮知性的富家小姐 顾川十年前的初恋女友，因那场车祸事故而与其分手，是顾川和姜小宁的最佳助攻。 |
| 樊治欣 | 陈晨      | 便利店员工 姜小宁大学同系同学，学校公认的校草，曾一起在一个地方打工,是姜小宁顧川助攻小能手之一。 |
| 岳躍利 | 皮爾博士  | 顧川機械心臟的主治醫生，患有人格分裂症。還没幫顧川解决心臟問題就因腦溢血而去世了，這也使得顧川一度陷入絕望。 |
| 麻骏   | 许国祥    | 驯鹿地产集团董事长 * 为人伪善、贪婪、心狠手辣 * 许诚然父亲，唐叙养父 看似是个成功的商人、慈善家、好父亲，但实际上所有人在他眼里都是他手里运筹帷幄的棋子。因当年沾花惹草不顾家庭而气得妻子带着儿子许诚然出国并与其断绝关系。10年前贪污案主謀，逼唐敘爸爸跟其合作，后来坐牢10年把所有罪名都推给姜小宁的父亲，找人制造车祸，让姜小宁父母去世了，害得顾川背负了10年的機械心脏，最後被兒子許誠然大義滅親，送進監獄。                                                                         |
| 范湉湉 | 姜麦      | 姜小宁姑姑 |
| 赵正阳 | 王凯      | “川”建筑设计工作室员工，行政部主管，喜歡喬夢佳。 |
| 关畅   | 乔梦佳    | “川”建筑设计工作室员工。 |
| 李宜儒 | 祁红      | “川”建筑设计工作室员工，人事部主管。 |
| 王慰   | 程东      | “川”建筑设计工作室员工，設計部設計師。 |
| 王策   | 顾远山    | 顾川父亲 |
| 张莉   | 方宁      | 顾川母亲 |
| 夏铭浩 | 何升      | 某公司老闆想調戲蘇曼琳，小寧幫了她。之後藉機想綁架小寧，卻被顧川電飛。 |
| 刘冠麟 | 欧阳震    | |
| 贺彬   | 魏子钊    | 趙妍的上級，喜歡趙妍，後兩人職位被許誠然對調。 |
| 王伟华 | 唐正成    | 唐叙父亲，東江建築員工貪污共犯 |
| 朱亚英 | 何慧兰    | |
| 杨棕喆 | 陈奥/陈运 | |
| 李进荣 | 姜广达    | 姜小宁父亲，東江建築員工貪污案被害者。 |
| 郝文婷 | 沈思兰    | 姜小寧母親 |
| 徐海为 | 刘秘書    | 許國祥的秘書 |
| 李莎   | 程俞      | “川”設計工作室的客戶 |
| 高凯元 | 穆非      | |
| 梅妮莎 | 晴子      | 皮爾博士的秘書 |
| 王庆祥 | 王老师    | 和姜廣達是師生關係 |
| 卢森堡 | 老郑      | 唐敘的朋友 |
| 金璐莹 | 小米      | 驯鹿地产集团員工，許誠然秘書 |
| 赵晓飞 | 老马      | |
| 覃彭文 | 周翔      | |

## 電視原聲帶
| 《烏鴉小姐與蜥蜴先生》電視劇原聲帶 | 《烏鴉小姐與蜥蜴先生》電視劇原聲帶 | 《烏鴉小姐與蜥蜴先生》電視劇原聲帶                | 《烏鴉小姐與蜥蜴先生》電視劇原聲帶                | 《烏鴉小姐與蜥蜴先生》電視劇原聲帶 | 《烏鴉小姐與蜥蜴先生》電視劇原聲帶 |
| 曲序                               | 曲目                               |                                                   | 作曲                                              | 编曲                               | 演唱                               |
| ---------------------------------- | ---------------------------------- | ------------------------------------------------- | ------------------------------------------------- | ---------------------------------- | ---------------------------------- |
| 1.                                 | 寻找四叶草（片头曲）               | 王韵韵                                            | 刘佳                                              | DarylK王凯玉                       | 赖美云、郑人予                     |
| 2.                                 | 交换（主题曲/片尾曲）              | 王韵韵、大媛                                      | DarylK王凯玉、秋小天                              | DarylK王凯玉                       | 周深                               |
| 3.                                 | 一场夏事（插曲）                   | 王韵韵、大媛                                      | DarylK王凯玉                                      | DarylK王凯玉                       | 孙盛希                             |
| 4.                                 | 满满元气的你（插曲）               | 辰羽鸣                                            | DarylK王凯玉、雷十一                              | DarylK王凯玉                       | 侧田                               |
| 5.                                 | 光（插曲）                         | DarylK王凯玉、王韵韵                              | DarylK王凯玉、CalvinC常悦                         | DarylK王凯玉                       | 侧田                               |
| 6.                                 | 活该（插曲）                       | 李盈盈LeeEinEin、YC予希                           | 李盈盈LeeEinEin、YC予希                           | 李盈盈LeeEinEin                    | 刘芮麟、赵奕欢                     |
| 7.                                 | 心动是有你在我身旁（插曲）         | 辰羽鸣                                            | DarylK王凯玉                                      | DarylK王凯玉                       | 郑人予                             |
| 8.                                 | Feeling（插曲）                    | DarylK王凯玉                                      | DarylK王凯玉、CalvinC常悦                         | DarylK王凯玉                       | 石康钧                             |
| 9.                                 | 注定（插曲）                       | 李盈盈LeeEinEin、YC予希                           | 李盈盈LeeEinEin、YC予希                           | YC予希                             | 王韵韵                             |
| 10.                                | 阳光少年（插曲）                   | 王韵韵                                            | DarylK王凯玉                                      | DarylK王凯玉                       | 王韵韵                             |
| 11.                                | Crow（插曲）                       | Samia Mirza、Christopher Powers、Justin Swinburne | Samia Mirza、Christopher Powers、Justin Swinburne |                                    | 18+                                |
| 12.                                | Magnetic（插曲）                   | Jackson Wang、Boytoy、Oneway                      | Jackson Wang、Boytoy、Oneway                      | Jackson Wang、Boytoy、Oneway       | Rain、王嘉尔                       |

## 奖项与荣誉
| 年份   | 頒獎典禮                       | 奖项                       | 结果 |
| 2021年 | 环球时报｜第三届环球融PING计划 | 【时代旋律，家国情怀】剧集 | 提名 |